# Wahpeton (Észak-Dakota)
Wahpeton település az Amerikai Egyesült Államok Észak-Dakota államában, Richland megyében, melynek megyeszékhelye is. Lakosainak száma 8007 fő (2020. április 1.).

## Népesség
A település népességének változása:

| 2010 | 7 766 |
| 2020 | 8 007 |